# Shanna
 (novembre 2022).
Shanna la Diablesse (Shanna the She-Devil) est un personnage appartenant à l'univers de Marvel Comics. Elle a été créée par Carole Seuling, Steve Gerber (scénario) et George Tuska (dessin), et est apparue pour la première fois dans Shanna the She-Devil #1 en décembre 1972 (publié en France dans L'Inattendu n°1, janvier 1975). Ce personnage féminin de la jungle est inspiré de Jann de la Jungle, publié par Atlas Comics dans les années 1950[réf. nécessaire].

## Origine
Shanna O'Hara est la fille d'un propriétaire de mine de diamants nommé Gerald O'Hara. Elle est née dans la jungle africaine au Zaïre. À l'âge de six ans, son père tua accidentellement sa mère durant une chasse au léopard. En grandissant, elle se sentit dans la jungle comme dans son élément naturel et se consacra à la protection des animaux des réserves contre les braconniers.
Après que son père eut été enlevé par Mandrill, elle partit à sa recherche jusqu'à ce qu'elle soit elle-même kidnappée par le sorcier Malgato. Il la garda prisonnière dans la Terre Sauvage, une jungle préhistorique perdue dans l'Antarctique. Elle parvint à s'échapper avec l'aide du seigneur des lieux, Ka-Zar, dont elle devint plus tard l'épouse.

### Séries principales
- Shanna the She-Devil #1-5 (1972)
- Ka-Zar vol.2 #1-2
- Ka-Zar Vol.3 #1-34
- Ka-Zar Vol.4 #1-20
- Shanna, the She-Devil #1-7 (mini-série de Frank Cho, 2005)
- Shanna, the She-Devil: Survival of the Fittest #1-4 (mini-série de Jimmy Palmiotti, 2007)
- (es) Shanna La Diablesa (Editorial Planeta DeAgostini S.A, 1998)

### Apparitions
- Marvel Fanfare #56-59
- Daredevil vol.1 #109-113 et 117
- Savage Tales #8-10
- The Rampaging Hulk #9
- Uncanny X-Men #250, 274-275 et Annuals 7, 12
- Marvel Comics Presents #68-77
- Namor #16-19, 21
- Tales of the Marvel Universe
- Sensational Spider-Man #13-15
- Captain America vol. 3 #31
- X-Men Unlimited #1

## Apparitions dans d'autres médias
- X-Men Legends II: Rise of Apocalypse (jeux vidéo, Raven Software, 2005)